# Auld Alliance

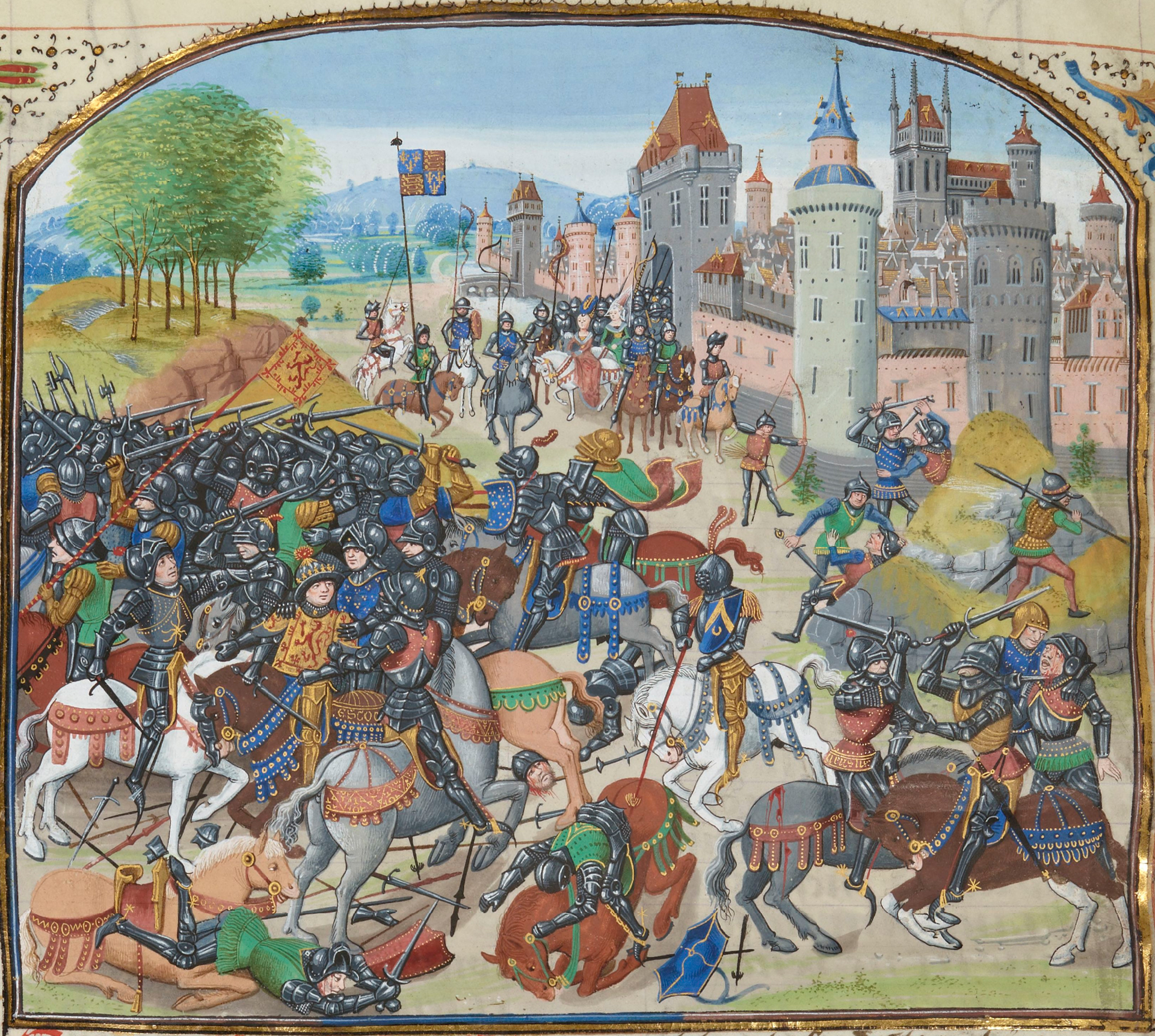
Battaglia di Neville's Cross

Con Auld Alliance (scots per Vecchia Alleanza; inglese: Old Alliance; francese: Vieille Alliance; gaelico scozzese: An Seann-chaidreachas), si intende la storica alleanza tra il Regno di Scozia e il Regno di Francia in funzione anti-inglese. L'alleanza ebbe inizio con un trattato firmato a Parigi il 23 ottobre 1295 e ratificato nel febbraio dell'anno successivo a Dunfermline sotto il regno di Giovanni di Scozia e Filippo IV di Francia.
Nonostante un tentativo, da parte del parlamento scozzese, di porre fine all'alleanza nel 1560 con il Trattato di Edimburgo, quest'ultimo non fu mai ratificato dalla regina Maria Stuarda, e l'Auld Alliance è formalmente ancora in vigore.